# Харбиз
Харбиз — мыс на севере Охотского моря в Тауйской губе.

## Топоним
Согласно Топонимическому словарю Северо-Востока СССР, языковая принадлежность названия не установлена.

## География
Скалистый мыс в северо-восточной части Тауйской губы неподалёку от Ольской лагуны. Крупная колония тихоокеанской чайки (1 тысяча особей) и берингова баклана.
Восточнее мыса расположена безымянная горная вершина высотой 418 метров. Северо-западнее находится мыс Кир и безымянная вершина высотой 490 метров.
Средняя величина прилива у мыса — 3 метра, глубина — 16—23 метра.